# Arquidiocese de Portland no Oregon
A Arquidiocese de Portland no Oregon (Archidiœcesis Portlandensis in Oregon) é uma circunscrição eclesiástica da Igreja Católica situada em Portland, Oregon, Estados Unidos. Seu atual arcebispo é Alexander King Sample. Sua Sé é a Catedral de Santa Maria da Imaculada Conceição.
Possui 124 paróquias servidas por 352 padres, contando com 3.345.270 habitantes, com 12,5% da população jurisdicionada batizada.

## História
O vicariato apostólico do território do Oregon foi eregido em 1 de dezembro de 1843 com o breve Pastorale officium do papa Gregório XVI, recebendo o território da diocese de Saint Louis (atualmente arquidiocese) e da arquidiocese de Quebec.
Em 24 de julho de 1846 cede partes do seu território em vantagem da ereção da diocese de Walla Walla (suprimida em 1853) e da diocese de Ilha de Vancouver (hoje diocese de Victoria) e foi elevada a diocese, assumindo o nome de diocese de Oregon City.
Em 29 de julho de 1850 foi elevada ao posto de arquidiocese metropolitana.
Em 3 de março de 1868 e em 19 de junho de 1903 cede partes do território em vantagem da ereção, respectivamente, do vicariato apostólico de Idaho e Montana (atual diocese de Boise City) e da diocese de Baker City (atual diocese de Baker).
Em 26 de setembro de 1928 assume o nome atual por efeito da bula Ecclesiarum omnium do Papa Pio XI.

### Falência
O escândalo dos padres pedófilos obrigou a arquidiocese para solicitar o estatuto da falência. Foi a primeira diocese na história a dar este passo. Na verdade, depois de mais de uma centena de vítimas compensadas, para um total de mais de US$ 53 milhões, a arquidiocese disse que não tinha mais fundos para compensar outras vítimas. O pedido de falência foi concluída em 6 de julho de 2004, poucas horas antes do início de dois outros processos de pedofilia. O pedido foi destinado a defender a propriedade das paróquias e os fundos da escola a partir das reivindicações das vítimas; a motivação da arquidiocese é que as propriedades das paróquias não pertencem ao patrimônio da Arquidiocese.

## Prelados
| #                  | Nome                              | Período    | Notas                                        |
| Arcebispos         | Arcebispos                        | Arcebispos | Arcebispos                                   |
| ------------------ | --------------------------------- | ---------- | -------------------------------------------- |
| 7º                 | Alexander King Sample             | 2013-atual |                                              |
| 6º                 | John George Vlazny                | 1997-2013  |                                              |
| 5º                 | Francis Eugene George, O.M.I. †   | 1996-1997  | Nomeado Arcebispo de Chicago                 |
| 4º                 | William Joseph Levada             | 1986-1995  | Nomeado Arcebispo-coadjutor de San Francisco |
| 3º                 | Cornelius Michael Power †         | 1974-1986  |                                              |
| 2º                 | Robert Joseph Dwyer †             | 1966-1974  |                                              |
| 1º                 | Edward Daniel Howard †            | 1928-1966  |                                              |
| Bispo-auxiliar     |                                   |            |                                              |
|                    | Peter Leslie Smith                | 2014-atual |                                              |
|                    | Kenneth Donald Steiner            | 1977-2011  |                                              |
|                    | Paul Edward Waldschmidt, C.S.C.   | 1977-1990  |                                              |
| Bispos             |                                   |            |                                              |
| 5º                 | Edward Daniel Howard †            | 1926-1928  |                                              |
| 4º                 | Alexander Christie †              | 1899-1925  |                                              |
| 3º                 | William Hickley Gross, C.SS.R. †  | 1885-1898  |                                              |
| 2º                 | Charles-Jean Seghers †            | 1880-1884  | Nomeado Bispo de Vancouver Island            |
| 1º                 | Francis Xavier Norbert Blanchet † | 1843-1880  |                                              |
| Bispos-coadjutores |                                   |            |                                              |
|                    | Charles-Jean Seghers              | 1878-1880  |                                              |